# Las Compañías (La Serena)
Las Compañías es un sector de la ciudad de La Serena. Se encuentra ubicada al norte del río Elqui y el centro histórico de La Serena. Comprende una de las mayores zonas urbanas concentrando cerca del 60% de la población total de la comuna.

## Historia

### Época prehispánica
Desde el 300 D.C, fue habitada de manera dispersa por las Culturas Molle, Animas, Diaguita y Diaguita-Inka respectivamente como lo han demostrado diversas investigaciones realizadas en el Cementerio El Olivar y la Hacienda Coquimbo, al oriente de las Compañías.

### Época colonial hispana
Luego de la disgregación cultural y política de las culturas nativas (Véase Anien) y la refundación de la villa de San Bartolomé de La Serena, los mejores terrenos del valle pasan a Merced de tierras a favor de los más connotados vecinos españoles. De esta manera el sector cercano a la actual “Compañía Baja” es traspasado a  la orden Jesuita en 1673. En este lugar instalan una chacra, un olivar, bodegas y lagares cuyos réditos servían para financiar la escuela que formaron en La Serena. Los jesuitas mantenían la comunicación entre este sector periférico y su templo en el centro de la ciudad por el callejón “vado de Las Animas”(También llamado “de Los Jesuitas”). 
Luego la “Hacienda de la Compañía” en el siglo XVIII fue vendida a la familia Callejas y luego a los Sainz de la Peña hacia 1780, cuyos propietarios más relevantes fueron el militar patriota coronel de la independencia Francisco Sainz de la Peña y luego a su sobrino, el empresario y político serenense Vicente Zorrilla Sainz de la Peña

### Época republicana
Es de suponer que la compañía baja se formó hacia fines del siglo XVIII o inicios del XIX como un pequeño caserío de trabajadores agrícolas de los fundos cercanos, a partir de las instalaciones dejadas por los jesuitas unas décadas atrás. El trazado del camino real (parte de la actual calle Álvarez Zorrilla), que unía por vía terrestre a Santiago, La Serena y Lima,  proveyó de cierto tránsito regular para un comercio menor y pasó a configurar su principal vía. 
En 1825 parte de la Hacienda de la Compañía es comprada por el empresario Carlos Lambert, en ese sector instala su fundición, una casona familiar rodeada de jardines y una población para sus trabajadores. De este modo se configura el segundo núcleo urbano del sector, “La Compañía Alta”.
En el año de 1859 se desarrolla la batalla de Los Loros en las cercanías de la actual “Compañía Alta” “en el contexto de la revolución de las provincias del norte frente al centralismo de Santiago. 
Con la promulgación del Decreto de Creación de Municipalidades el 22 de diciembre de 1891, se crea la municipalidad de ”La Compañía”, con un alcalde a cargo de las subdelegaciones de “Arqueros”, “Cutún” y “La Compañía”. 
En 1899 Las Compañías tenía una población de 1800 personas, contaba con oficinas de correo, telégrafo y una escuela gratuita. La mayoría de su población se concentraba en las cercanías de la Fundición Lambert.
En 1904 la poetisa Gabriela Mistral se establece en la compañía baja como ayudante en la escuela del poblado.
La hacienda de la Compañía pasa a manos de las familias Schiapacasse, Jaramillo, Guzmán y Ascui, en los terrenos de estos últimos a mediados del siglo XX se conforma el tercer sector urbano de las compañías con el loteo de la “población Ascui”, comprendido actualmente por las calles Nicaragua, Av Islón, Vicente Zorrilla, delimitando por el norte el canal Jaramillo.
En 1952, La Compañía Baja tenía unos 1000 habitantes, La Compañía Alta cerca de 3000.
Estos tres focos urbanos primigenios conformaron el desarrollo posterior de Las Compañías. Durante las décadas siguientes, en especial durante la dictadura militar, el sector es utilizado preferentemente para la instalación de viviendas sociales por el bajo costo del suelo, tendencia que se mantiene hasta la actualidad en su sector norte. Esta misma monotonía en la utilización del suelo (uso residencial), junto a la pobre planificación urbana ha provocado que las Compañías carezcan de una red de servicios públicos y privados o zonas de trabajo, obligando a gran parte de su población a moverse temporalmente al centro histórico de La Serena en busca de ellos, generando problemas de transporte en sus tres vías de acceso (Puente Zorrilla, Puente Libertador Bernardo O'Higgins y Enlace Las Compañías).

## Lugares de interés
- Cementerio El Olivar
- Ex Fundición y casona Lambert
- Sitio de la Batalla de Los Loros
- Centro Mistraliano y Casa de Gabriela Mistral en la compañía baja
- Parque Espejo del Sol
- Parque Complejo Deportivo Los Llanos